# Maria Prokopowicz
Maria Prokopowicz (ur. 24 marca 1916 w Żywcu, zm. 2 kwietnia 2006 w Warszawie) – bibliotekarka, bibliograf, muzykolog, znawczyni bibliotekarstwa muzycznego, wieloletnia pracowniczka Biblioteki Narodowej.

## Życiorys
Urodziła się 24 marca 1916 r. w Żywcu, w inteligenckiej rodzinie Mariana i Marii z domu Kalita. W 1919 r. rodzina przeniosła się do Warszawy. Ojciec, absolwent szkół technicznych we Lwowie i Wiedniu był specjalistą w zakresie gospodarki wodnej. Matka, absolwentka szkół muzycznych, uzdolniona plastycznie, pracowała jako nauczycielka. Rodzina miała zainteresowania muzyczne (ojciec grał na skrzypcach, stryj na wiolonczeli, matka na fortepianie). Maria ukończyła Państwowe Gimnazjum im. M. Konopnickiej w Warszawie i w 1934 r. rozpoczęła studia historyczne na Uniwersytecie Warszawskim. W 1939 r. uzyskała dyplom magistra historii. W tym czasie przez rok uczyła się gry na fortepianie w Państwowym Konserwatorium w Warszawie, naukę kontynuowała prywatnie w czasie wojny. Uczyła się też języków obcych: francuskiego, angielskiego i niemieckiego. Do wybuchu powstania warszawskiego rodzina przebywała w Warszawie. W pierwszych dniach powstania ojciec został aresztowany i wywieziony do obozu koncentracyjnego, gdzie zginął. Matka z Marią zostały wywiezione do obozu w Ravensbrück. Po wyzwoleniu Maria przez rok (1945-1946) pracowała społecznie w Polskim Czerwonym Krzyżu przy Delegaturze Rządu Londyńskiego w Niemczech, w strefie brytyjskiej. W połowie 1946 r. wróciła do Warszawy i podjęła pracę w Bibliotece Narodowej (BN), początkowo w Dziale Uzupełniania Zbiorów, a następnie w Dziale Starych Druków. Interesowała się też zbiorami muzycznymi napływającymi do BN. W 1951 r. utworzono Dział Muzyczny (od 1982 r. Zakład Zbiorów Muzycznych), którym kierowała do 1978 r., do przejścia na emeryturę.
Jest autorką ponad 100 publikacji. Pisała w językach: polskim, francuskim i angielskim.
Jej specjalnością były muzykalia XIX w., o których pisała na łamach czasopism polskich i zagranicznych. Redagowała bibliografie i katalogi muzykaliów. Zredagowała trzy tomy Katalogu Mikrofilmów. Uczestniczyła w opracowaniu informatorów o bibliotekach i zbiorach muzycznych w Polsce. Od lat pięćdziesiątych XX w. zabiegała o opracowywanie bieżącej bibliografii dokumentów dźwiękowych (dyskografii) jako części bibliografii narodowej. Dzięki dobrej znajomości języków obcych współpracowała z międzynarodowymi projektami IAML (Międzynarodowe Stowarzyszenie Muzycznych Bibliotek, Archiwów i Centrów Dokumentacji – International Association of Music Libraries, Archives and Documentation Centres) w zakresie międzynarodowej bibliografii piśmiennictwa o muzyce (RILM – Répertoire International de Littérature Musicale) oraz międzynarodowym inwentarzu ikonografii muzycznej (RIdIM – Répertoire International d’Iconographie Musicale). Od 1964 r. kierowała Sekcją Bibliotek Muzycznych w Stowarzyszeniu Bibliotekarzy Polskich (SBP) która w 1972 r. została uznana za Polską Grupę Narodową IAML, a M. Prokopowicz była członkiem Rady tej organizacji. W 1989 r. otrzymała godność Członka Honorowego SBP.
Była osobą niezwykle aktywną. Po przejściu na emeryturę przygotowywała hasła do Encyklopedii muzycznej PWM, redagowała czasopismo „Biblioteka Muzyczna”, opracowywała materiały muzyczne do Bibliografii Warszawy.
Zmarła 2 kwietnia 2006 r. w Warszawie, pochowana na cmentarzu Powązkowskim (kwatera 125-3-7).

## Ważniejsze publikacje (według chronologii)
- Katalog mikrofilmów muzycznych. T.1. Warszawa: Biblioteka Narodowa, 1956. [T. 2: 1962, T. 3: 1965].
- Muzyczny ruch wydawniczy w Warszawie w latach 1800–1830. „Przegląd Biblioteczny” 1960, z. 4, s. 337–344.
- „Gazetka Muzyczna” 1936–1939, „Muzyka Współczesna” 1936–1939, „Chopin” 1937. Kraków: Polskie Wydawnictwo Muzyczne, 1961.
- Szkic z dziejów kultury muzycznej Warszawy w okresie przed Chopinem (do 1815). „Rocznik Warszawski” 1962 R. 3, s. 149–172.
- Zbiory muzyczne Biblioteki Narodowej. „Rocznik Biblioteki Narodowej” 1969, T. 5, s. 293–314.
- Dyskografia – nowa forma bibliografii. W: Z problemów bibliografii. Red. M. Lenartowicz, J. Pelcowa, H. Sawoniak. Warszawa: Biblioteka Narodowa, 1970, s. 395–417.
- Z działalności warszawskich księgarzy i wydawców muzycznych w latach 1800–1831. W: Szkice o kulturze polskiej XIX w. Red. Z. Chechlińska. Warszawa 1971, t. 1, s. 33–49.
- Wydawnictwo muzyczne Klukowskich 1816-1858. „Rocznik Warszawski”. Warszawa, 1975, t. 13, s. 136–159.
- The music librarian – his tasks and qualifications: (based on practical experiences in Polish libraries). [Kassel ; Basel: Bärenreiter], 1978.
- Traditions and achievements of music libraries and library science in the Polish People’s Republic. [Kassel ; Basel: Bärenreiter-Verlag], 1979.
- Muzyczny ruch wydawniczy. W: Kultura muzyczna Warszawy drugiej połowy XIX wieku. Red. A. Spóz. Warszawa 1980, s. 249–266.
- Przewodnik po bibliotekach i zbiorach muzycznych w Polsce. Warszawa: SBP, 1982 [współautor: Adam Mrygoń, Karol Musioł].
- Portrety czytelników zbiorów muzycznych Biblioteki Narodowej 1947-1977. W: Wspomnienia o Bibliotece Narodowej. Red. A. Kłossowski. Warszawa: Biblioteka Narodowa, 1995, s. 252–325. ISBN 83-7009-134-2.
- Biblioteki i zbiory muzyczne w Polsce: przewodnik. Warszawa: Wydawnictwo SBP, 1998 [współautor Andrzej Spóz, Włodzimierz Pigła][7].

## Ordery i odznaczenia
- Krzyż Kawalerski Orderu Odrodzenia Polski (1972)
- Medal 40-lecia Polski Ludowej (1985)[8]
- Medal 10-lecia Polski Ludowej (19 stycznia 1955)[9]
- Odznaka „Zasłużony Działacz Kultury” (1967)

## Nagrody i wyróżnienia
- Nagroda II stopnia im. Heleny Radlińskiej (1986)[3]

- Członek Honorowy SBP (1989)[10]